# Gustav von Rochow
Pour les articles homonymes, voir Rochow.
Gustav Adolf Rochus von Rochow (né le 1er octobre 1792 au château de Nennhausen près de Rathenow et mort le 11 septembre 1847 au manoir de Reckahn, arrondissement de Zauch-Belzig) est un ministre royal prussien de l'Intérieur et d'État. Il est considéré comme un réformateur du système pénitentiaire prussien, est l'auteur de la loi ferroviaire prussienne et co-initiateur de la fondation de l'association de surveillance des chaudières à vapeur (ancêtre du TÜV).

## Famille
Gustav von Rochow (de) est issu d'une famille aristocratique de la Marche, originaire de Suisse, qui se déplace au XIe siècle en direction du Brandebourg pour assiéger les Wendes qui y résident. C'est ainsi que la famille noble obtient sa première propriété dans la Marche, le village de Rochow. Il est le fils du propriétaire foncier Friedrich Heinrich Adolf Ludwig von Rochow (1770–1799), propriétaire de Jeserig et Neuhaus et chanoine de Minden, et de l'écrivain et poète Caroline, née von Briest (1773–1831). Le lieutenant-général Theodor von Rochow (de) est son frère. Sa sœur Klara (1796-1865) est mariée au lieutenant-général Friedrich Heinrich Ludwig von Pfuel. Après le divorce (1798), sa mère se marie avec le "prince des poètes", écrivain et major prussien Friedrich de La Motte-Fouqué (1777-1843) en secondes noces en 1803.

## Biographie
Après le divorce de ses parents et la mort précoce de son père, Rochow est d'abord élevé jusqu'à l'âge de 14 ans (1806) par ses grands-parents maternels, le capitaine de cavalerie prussien August von Briest et son épouse Caroline Wilhelmine, née Zinnow, sur leur domaine de Nennhausen près de Rathenow.
Diplômé du lycée berlinois du monastère franciscain de Berlin, il étudie le droit à partir de 1810 aux universités de Heidelberg et de Göttingen. À Göttingen, il est membre du Corps Vandalia. Il participe ensuite aux guerres napoléoniennes, dont il ne revient qu'en 1816.
À partir de 1816, il gère les biens de son père et devient chambellan. En 1818, Rochow se marie avec Caroline von der Marwitz (de) (1792–1857), dame d'honneur de la princesse Marianne de Prusse et fille du maréchal de la cour Behrendt von der Marwitz (de). En 1822, il est élu par ses pairs du Havelland-de-l'Ouest en tant que député d'arrondissement de Nouvelle-Marche et nommé greffier de tous les autres états provinciaux.
En 1823, Rochow entre dans la fonction publique prussienne et devient membre de l'administration principale de la dette de l'État (de), chargée d'organiser le règlement des dettes contractées à la suite des guerres napoléoniennes. Rochow est ensuite chargé de cours au ministère de l'Intérieur et secrétaire de la "Commission royale d'enquête immédiate pour l'identification des relations de haute trahison et des activités dangereuses pour l'État". En 1826, il est nommé haut conseiller privé. Enfin, de 1831 à 1834, il est président du district de Mersebourg.
Rochow connaît l'apogée de sa carrière professionnelle le 28 avril 1834, lorsqu'il est nommé "ministre de l'Intérieur et de la Police" grâce au soutien ciblé du prince Guillaume de Sayn-Wittgenstein-Hohenstein (1770-1851). Wittgenstein lui a déjà écrit la veille : « Tout va bien maintenant : le navire va bientôt être lancé. Arrangez-vous (vous) ..... de telle manière que vous puissiez bientôt naviguer. (Lit. : Acta Borussica) À l'origine, Rochow doit seulement devenir directeur de la police et soulager le ministre d'État en place, Gustav von Brenn (de). Mais Rochow considère Brenn comme incompétent en tant que ministre de la police et refuse tout simplement de servir sous ses ordres. De plus, il se croit plus apte à être ministre que chef de département. Brenn est donc finalement relégué au poste de "ministre de l'Intérieur pour les affaires commerciales", laissé vacant par le départ de Friedrich von Schuckmann est parti au début de 1834.

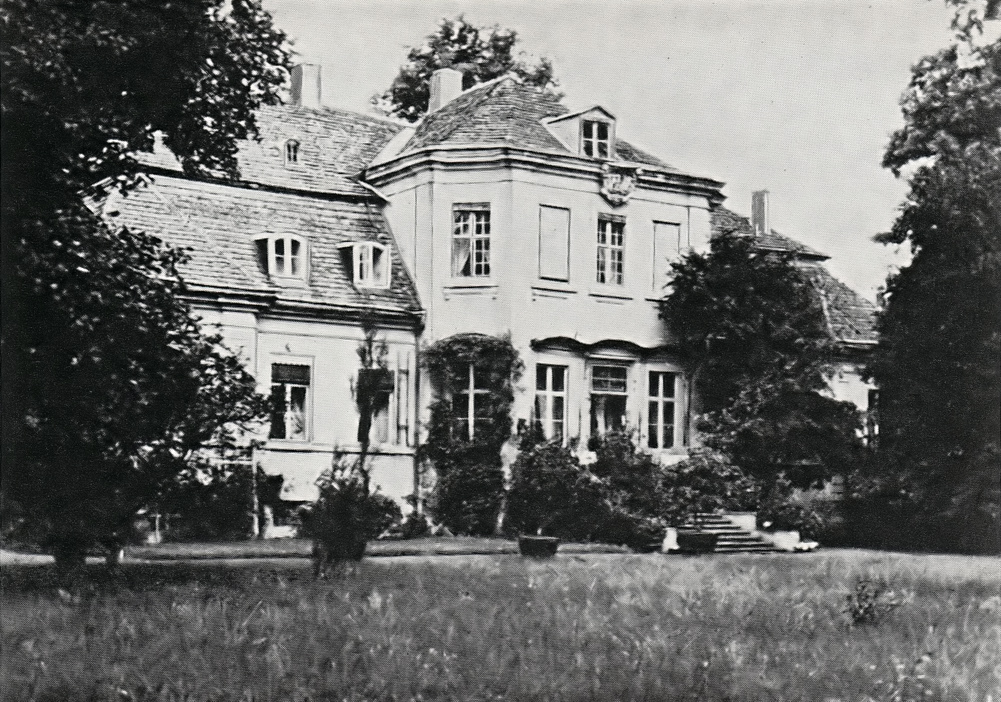
Château de Reckahn dans le Brandebourg

En 1835, Rochow devient membre du gouvernement de l'État prussien en tant que ministre de l'Intérieur (ministre de la Police). Le 1er mai/13 juin 1842, il quitte son poste de ministre de la police pour des raisons de santé et se retire au château familial de Reckahn, mais il conserve son rang de ministre d'État jusqu'à sa mort. De 1844 à 1847, il est président Conseil d'État prussien.
Durant son mandat, le conservateur Rochow favorise la répression des mouvements d'opposition. Ainsi, en 1837/1838, il excite particulièrement les cercles libéraux allemands avec ses propos sur le "sens limité des sujets" (sur le mouvement de liberté des années 1830, voir : la fête de Hambach) : Après le licenciement des "Sept de Göttingen" (sept professeurs de l'université de Göttingen, dont les frères Grimm, qui ont protesté contre la violation de la constitution par le roi de Hanovre Ernest-Auguste Ier), Rochow adresse une "réprimande officielle" aux citoyens d'Elbing, représentés par le chef du conseil municipal, Jacob von Riesen (de), qui se sont engagés en faveur de leur compatriote, le constitutionnaliste Wilhelm Eduard Albrech (1800-1876) : " Il convient au sujet de prêter à son roi et à son souverain l'obéissance qui lui est due et de se rassurer, en obéissant aux ordres qui lui sont adressés, par la responsabilité qu'en assume l'autorité instituée par Dieu ; mais il ne lui convient pas d'appliquer aux actes du chef de l'État le critère de sa compréhension limitée et de s'arroger, par une présomption présomptueuse, un jugement public sur leur légitimité. ". Cette expression de "compréhension limitée du sujet" circule encore longtemps dans la presse libérale et est également utilisée contre lui dans son inversion ("Gustave limité").